# Castanopsis concinna
Espèce
Synonymes
- Castanea concinna Champ. ex Benth.[1] [2]
- Castanopsis oblongifolia W.C.Cheng & C.S.Chao[1]

Statut de conservation UICN

 VU B1+2ce : Vulnérable
Castanopsis concinna est une espèce de plantes de la famille des Fagaceae.

## Publication originale
- Journal of Botany, British and Foreign 1(6): 137, 182. 1863.